# 베이관구

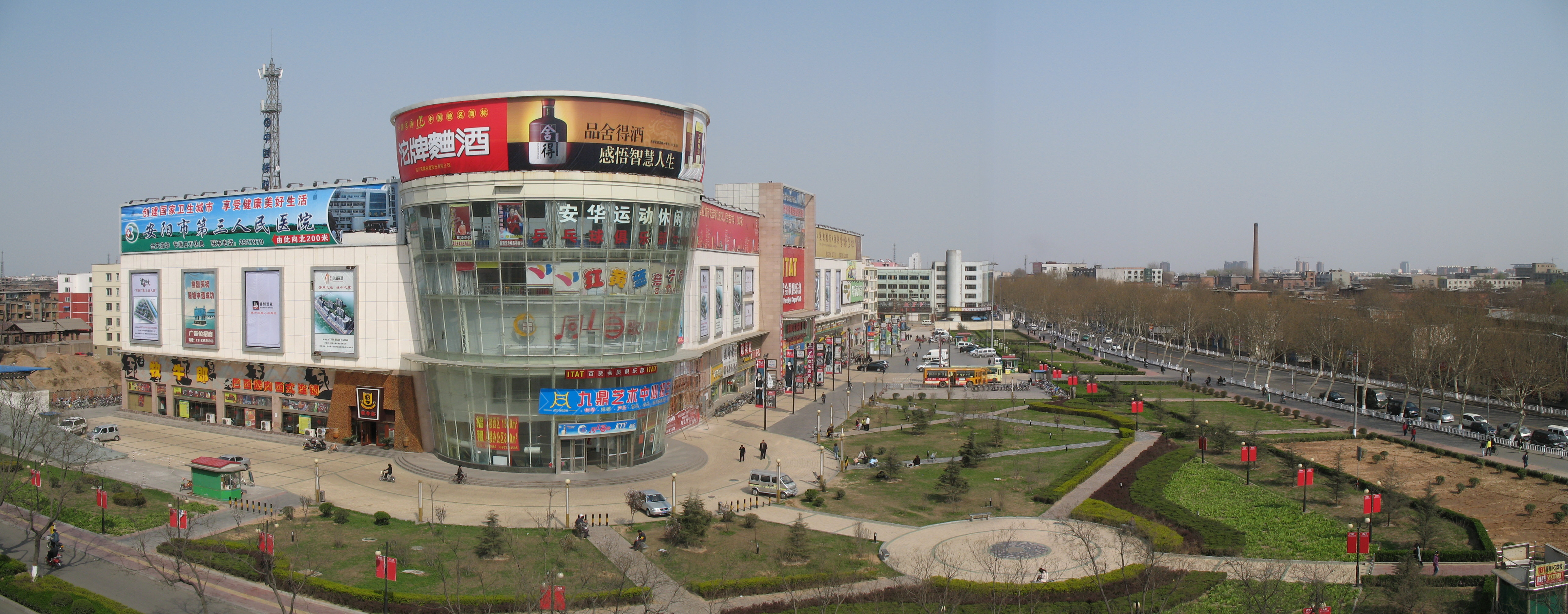

베이관구(중국어: 北关区, 병음: Běiguān Qū, 한자음: 북관구)는 중화인민공화국 허난성 안양시의 현급 행정구역이다. 넓이는 59km2이고, 인구는 2007년 기준으로 240,000명이다.

## 행정 구역
9개 가도를 관할한다.
- 가도: 红旗路街道, 解放路街道, 灯塔路街道, 豆腐营街道, 洹北街道, 彰东街道, 彰北街道, 民航路街道, 曙光路街道.